# Ústřední vojenský klub
Ústřední vojenský klub (Централен военен клуб) je multifunkční budova nacházející se na ulici „Bulevar cara Osvoboditele“ v centru města Sofie v západním Bulharsku.

## Historie a charakteristika
Základní kámen budovy navržené architektem českého původu Václavem Kolářem (v Bulharsku známým také jako Antonin Kolar nebo Antonin Vaclav Kolar) v novorenesančním stylu byl položen v roce 1895 a budova byla dokončena roku 1907 pod vedením bulharského architekta Nikoly Lazarova. Samotná budova je typickou ukázkou vývoje architektury v závěru 19. století. Má tři patra a rozložení místností je typické pro evropské klubové budovy, které vznikaly na konci 19. století.
V budově sídlily po osvobození první bulharské divadelní spolky a místní ateliéry využívalo množství umělců. V budově se nachází množství salonů, koncertní síň, výstavní síně, kavárna a je také sídlem Ústřední vojenské knihovny s více než 120 000 tituly. Má statut kulturní památky národního významu.